# Accouplement (mécanique)
Pour les articles homonymes, voir accouplement.

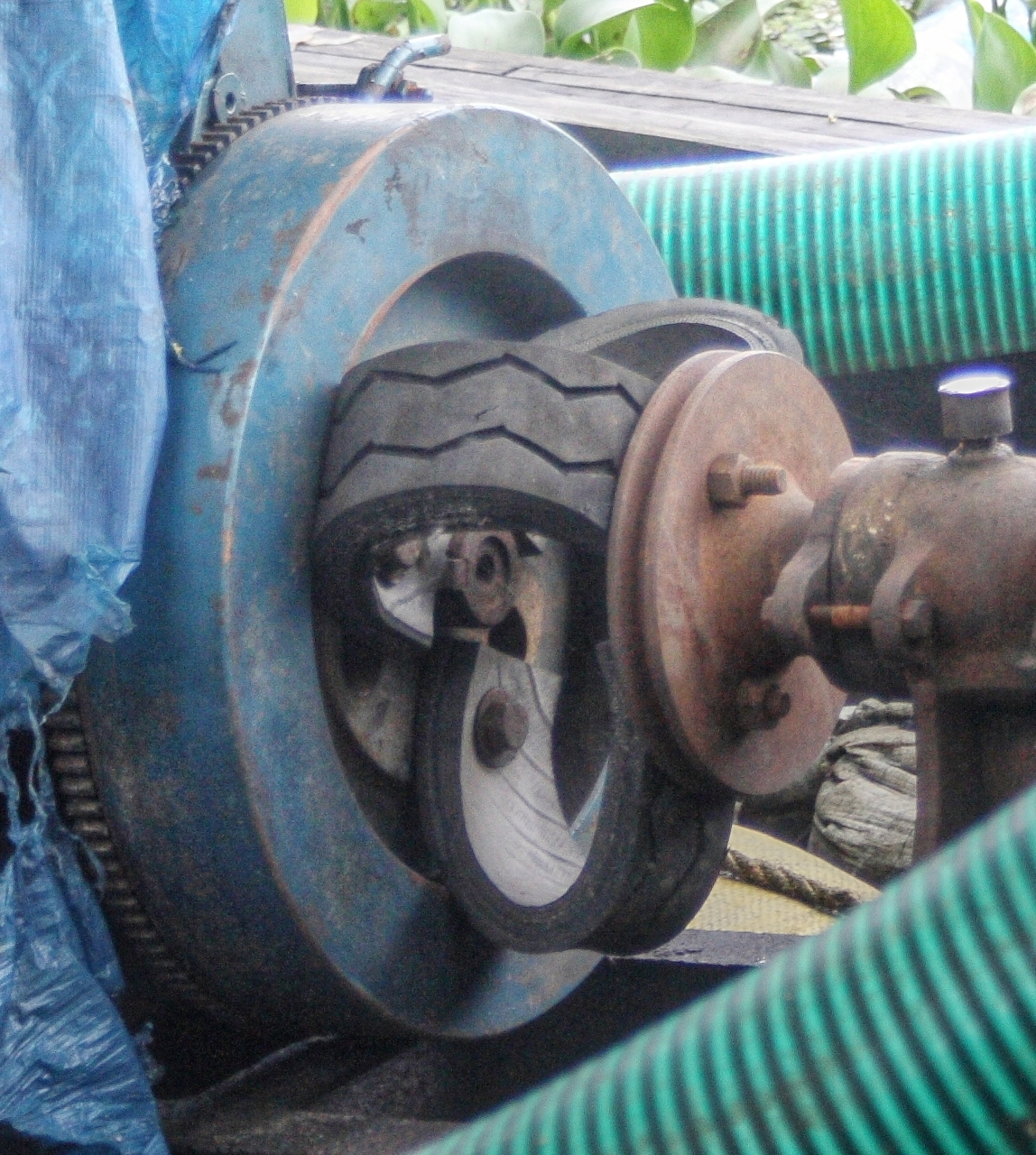
Accouplement flexible de fortune, réalisé à partir de lambeaux de pneu pour transmettre le couple moteur à une pompe. Ce type de joint rattrape les défauts d'alignement et atténue les vibrations.

En génie mécanique, un accouplement est une transmission entre les extrémités de deux arbres en rotation pour transmettre un couple de l'un à l'autre. La fonction première des accouplements est de lier deux pièces mobiles d'une machine tournante tout en rattrapant, jusqu'à un certain point, un certain désalignement ou des jeux. Dans une acception plus générale, l'accouplement peut désigner un composant mécanique servant à connecter les extrémités de pièces adjacentes. En principe, les accouplements ne permettent pas le débrayage des arbres (comme les embrayages) durant le mouvement ; toutefois, certains dispositifs sont dotés d'un limiteur de couple qui enclenche un patinage ou un débrayage complet lorsqu'un couple limite est atteint. Le choix d'un accouplement adapté peut permettre de réduire la durée de maintenance et donc le coût de fonctionnement.
Un accouplement peut être élastique (avec un insert élastomère au milieu de l'accouplement), à soufflet ou à lamelles.

## Utilisations
Les accouplements mécaniques sont utilisés dans l'industrie pour des applications variées. 

Voici les utilisations les plus communes : 
- pour entraîner en rotation un élément récepteur à partir d'un élément moteur ;
- pour réaliser un raccordement rapide entre deux éléments d'un système (par exemple entre un moteur et une pompe) et pouvoir effectuer facilement des travaux d'entretien sur ces éléments ;
- pour pallier un désalignement axial, radial ou angulaire ;
- pour ajouter plus de flexibilité dans le système ;
- pour amortir les vibrations ;
- pour ajouter une protection contre les pics de couple.

## Types

### Accouplements rigides

Accouplement rotatif

Les accouplements fixes ou rigides comportent deux brides qui viennent se fixer aux extrémités de chaque arbre. Ils sont davantage polyvalents que les coupleurs à manchon, et peuvent être posés sur des arbres en place. Ils sont généralement assez épais pour que des boulons traversants assurent la solidarité en rotation des deux arbres. Les coupleurs rigides à flans sont réservés aux couples élevés pour les machines industrielles : ils sont faits d'un manchon cylindrique terminé à l'about par une collerette. Chacun des deux coupleurs est placé à l'extrémité d'un arbre de façon à plaquer les deux collerettes l'une contre l'autre. On solidarise les deux collerettes par des boulons ou des rivets. Ce système de fixation permet d'ailleurs d'assurer la coaxialité des deux arbres avant la fixation proprement dite.
On a recours à des accouplements rigides lorsqu'un alignement précis des axes de rotation est nécessaire ; un désalignement des arbres affectera les performances de l'accouplement ainsi que sa durée de vie. 

#### Clavetage

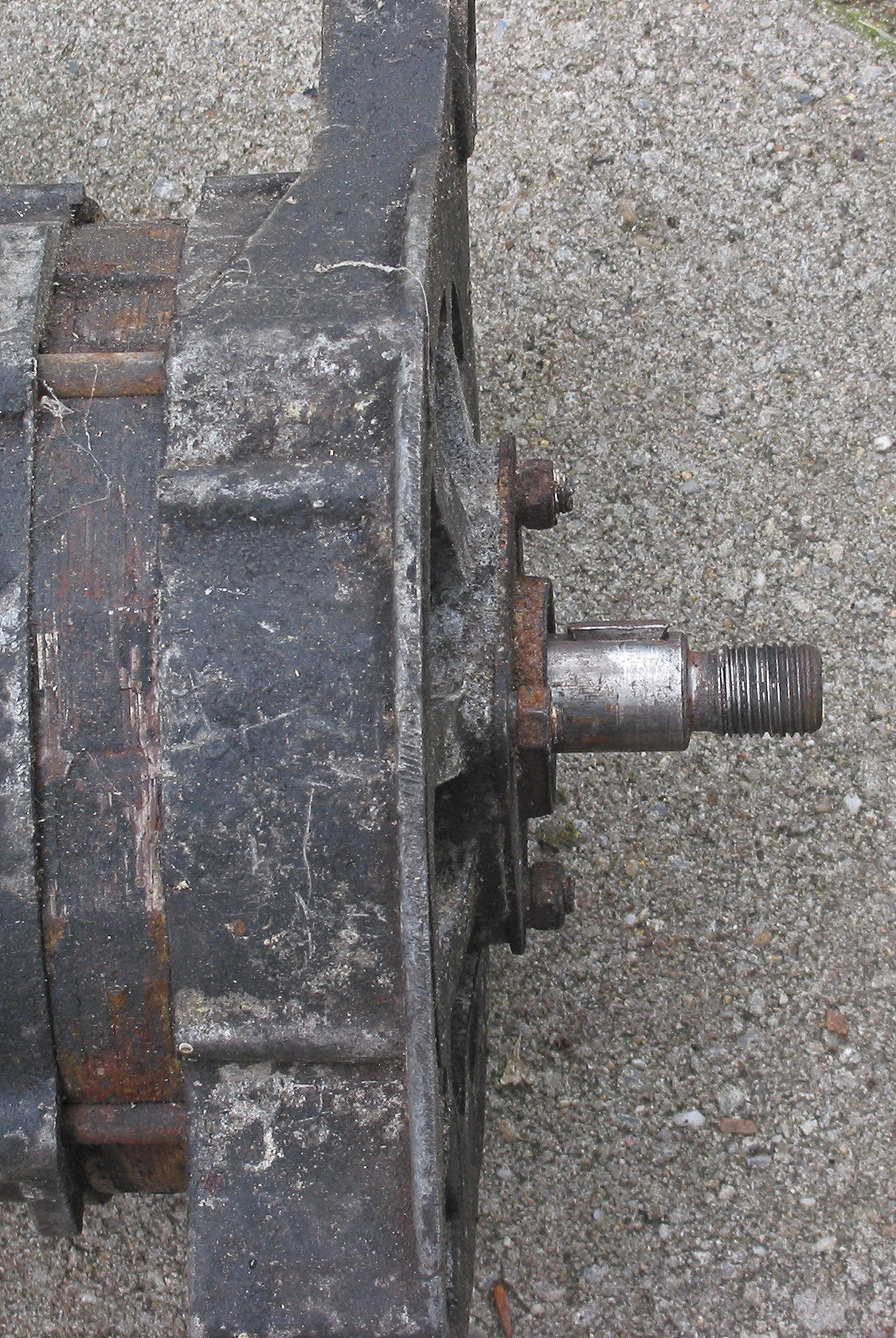
Arbre claveté.

C'est encore l'accouplement rigide le plus élémentaire : un coupleur à clavette consiste en un tuyau en fonte alésé à la tolérance requise par la taille de l'arbre, et une clavette engagée dans l'alésage pour transmettre le couple. Il y a deux alésages pour verrouiller les deux arbres en position.

#### Coupleurs à collier de serrage
C'est une forme d'accouplement sans clavette qui ne nécessite pas non plus d'usiner l'un des arbres. L'idée de base est analogue au coupleur à clavette, mais le moment cinétique est transmis très près de l'axe de l'arbre : il s'agit de fixer le coupleur par une bague de serrage munie de boulons,,. Ce dispositif réalise un autocentrage sur chaque arbre et sa maintenance ne requiert qu'une clef ; le prix, évidemment, n'est pas le même.

#### Joint Hirth

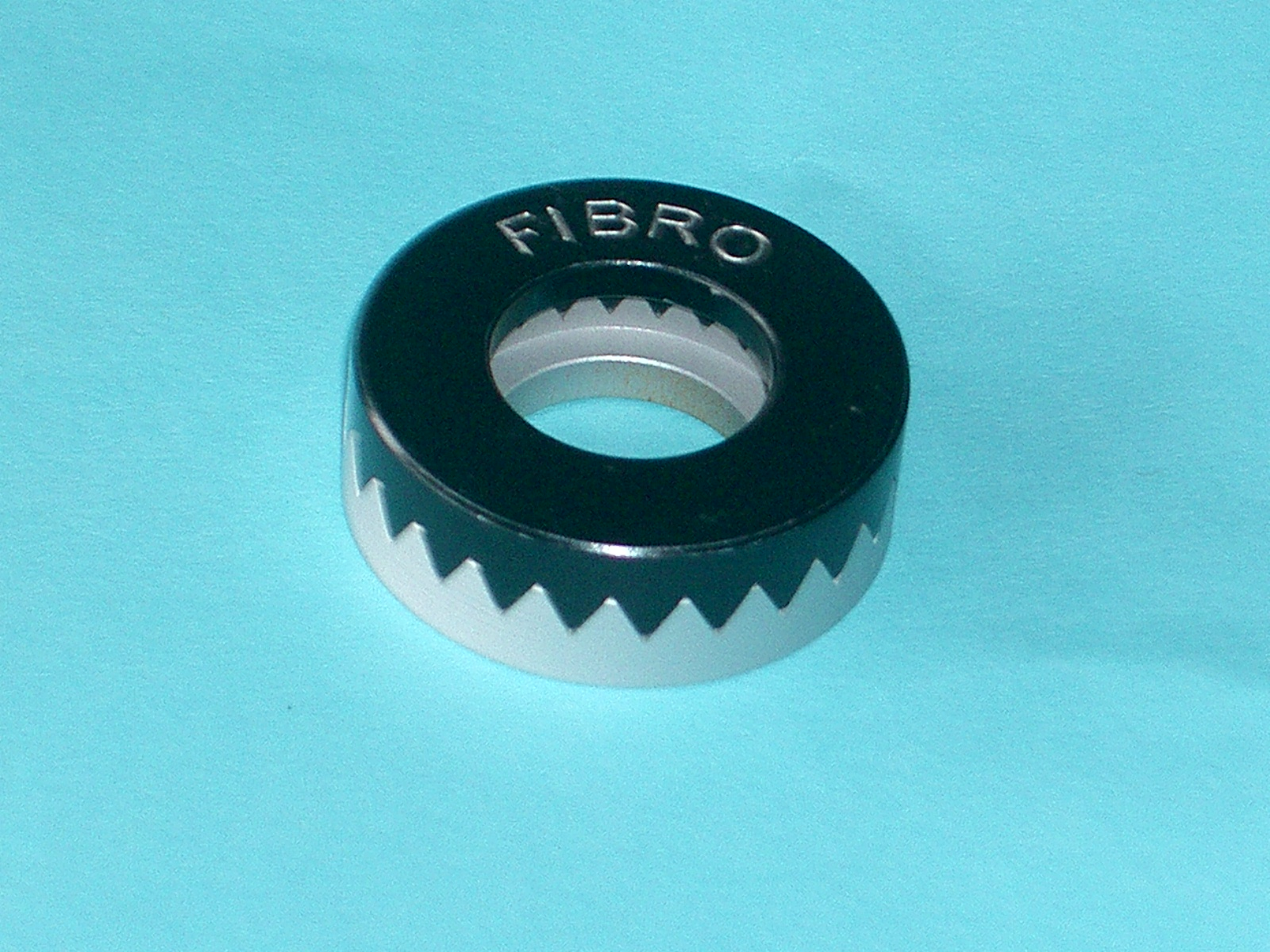
Joint Hirth en aluminium anodisé montrant l'usinage en dents de scie.

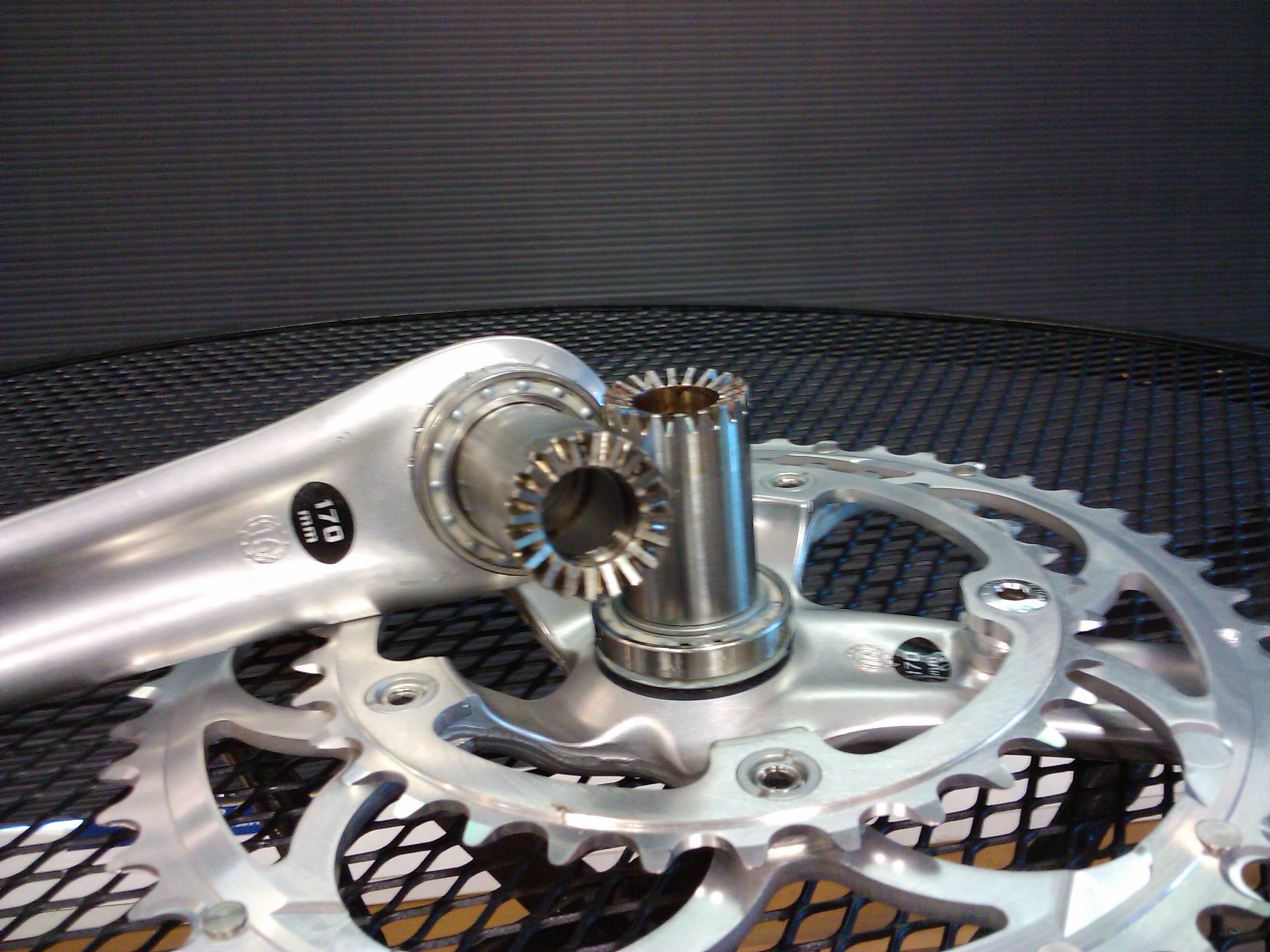
Joint Hirth (démonté) couplant les deux axes du pédalier d'un vélo tout-terrain Campagnolo.

Le joint ou coupleur inventé par Albert Hirth (1894) sert à liaisonner deux parties d'un arbre en usinant chaque extrémité par des dents triangulaires qui engrènent les unes dans les autres. Le joint Hirth est donc assuré par une succession de dents fraisées ou rectifiées en dents de scie  aux extrémités de deux arbres cylindriques de même diamètre, faits du même matériau.
Ces dents sont usinées à la périphérie d'une couronne, car la résistance au cisaillement des dents croît avec le rayon. Le diamètre de la couronne doit être aussi grand que le permet l'espace disponible. Il vaut mieux même éviter d'usiner le centre des arbres, car non seulement l'usinage y serait difficile à exécuter, mais il réduirait le transfert de couple. Par exemple on peut, sans dégrader excessivement la résistance de l'arbre, usiner un arbre de 60 mm de diamètre sur une couronne de 12 mm de largeur (ce qui ménage un diamètre intérieur résiduel de 36 mm).
La dentelure doit être symétrique, avec un angle d'attaque, ou profil, compris entre 60 et 90°. Contrairement aux joints à coulisse, le joint Hirth réalise un encastrement par son engravure : par application d'une compression axiale, les jeux sont éliminés. Cette compression peut être imprimée en vissant les deux arbres l'un à l'autre, ou par une couronne périphérique munie de ressorts de bonne raideur. L'absence de jeu réduit l'usure par frottement.
L’intensité du couple transmis dépend du nombre de dents, du diamètre de la couronne extérieure, de l'angle des fonds de filet (avec l'axe de l'arbre), et de la profondeur de filet. Les joints de Hirth joints sont taillés à façon par paires et, contrairement aux joints à coulisse, leur gravure n'est pas normalisée.
Avantages :
- possibilité de transférer de fortes charges avec un faible encombrement et un nombre réduit de pièces (deux abouts matés et un boulon pour les appliquer l'un contre l'autre) ;
- pas de jeu ;
- autocentrage (c'est pourquoi il est très utilisé dans les turbine à gaz à haut régime) ;
- en cas d'usure par frottement, on peut rattraper les jeux par serrage du boulon.

#### Coupleur à lamelles

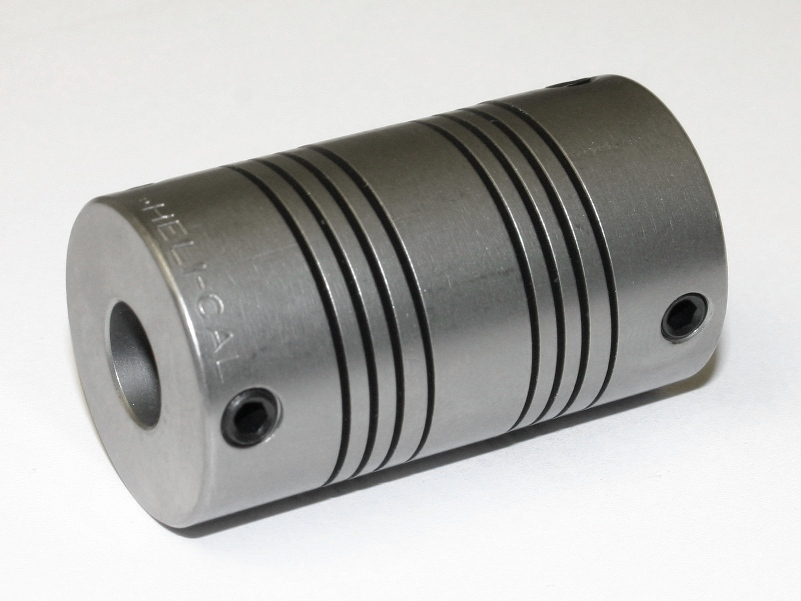
Barre de torsion

Les coupleurs à lamelles ou en hélice sont des pièces cylindriques d'une matière homogène, fendus en hélice. Cette forme en spirale permet d'obtenir une zone de raideur calculable avec précision. Sa conception monobloc présente l'avantage de regrouper plusieurs fonctions en une seule pièce compacte, d'éliminer les jeux et donc de supprimer des causes d'usure. Il en résulte une bonne stabilité dynamique et une faible sollicitation des arbres du fait de l'absence de vibrations, même en cas de désalignements importants.
Le pas de l'hélice dépend de la tolérance recherchée pour le défaut d'alignement, le couple à transmettre ou la raideur en torsion.
Naturellement, les performances de ce coupleur dépendent du matériau dans lequel il est usiné. On emploie le plus souvent des coupleurs à lamelles en aluminium ou en acier galvanisé, Selon le domaine d'application, mais pour certaines applications spécifiques (agro-alimentaire, génie médical ou aérospatiale), on aura recours au polyacétal, à l'acier maraging ou au titane. L'application la plus courante de cet accouplement est l'asservissement d'un arbre à une roues codeuses et aux asservissements en robotique.

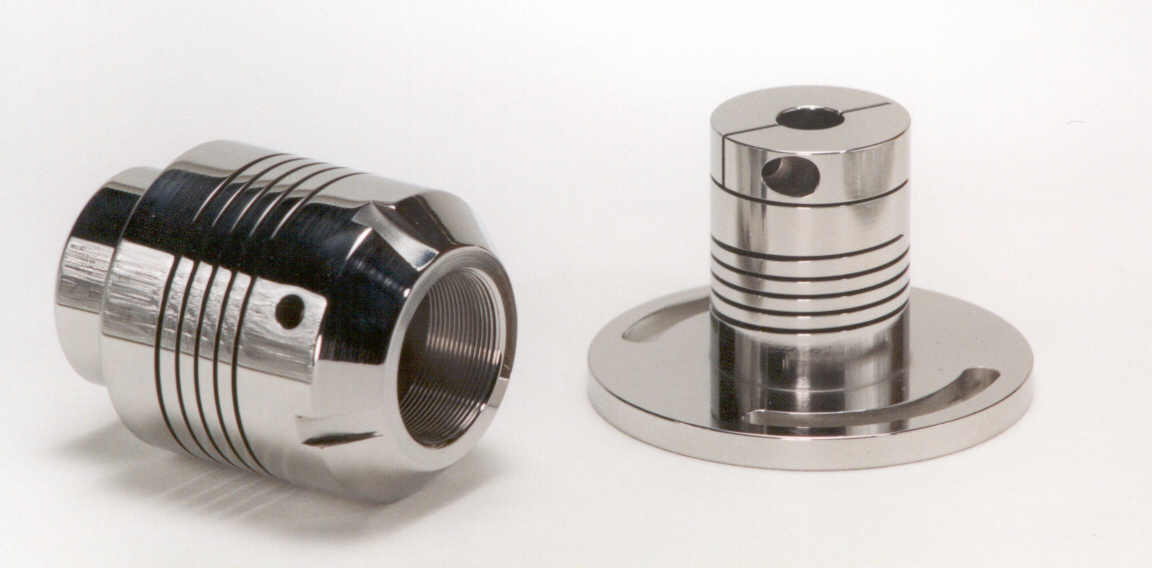
Un coupleur à lamelles avec usinages spécifiques.
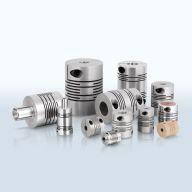
Assortiment de coupleurs à lamelles.
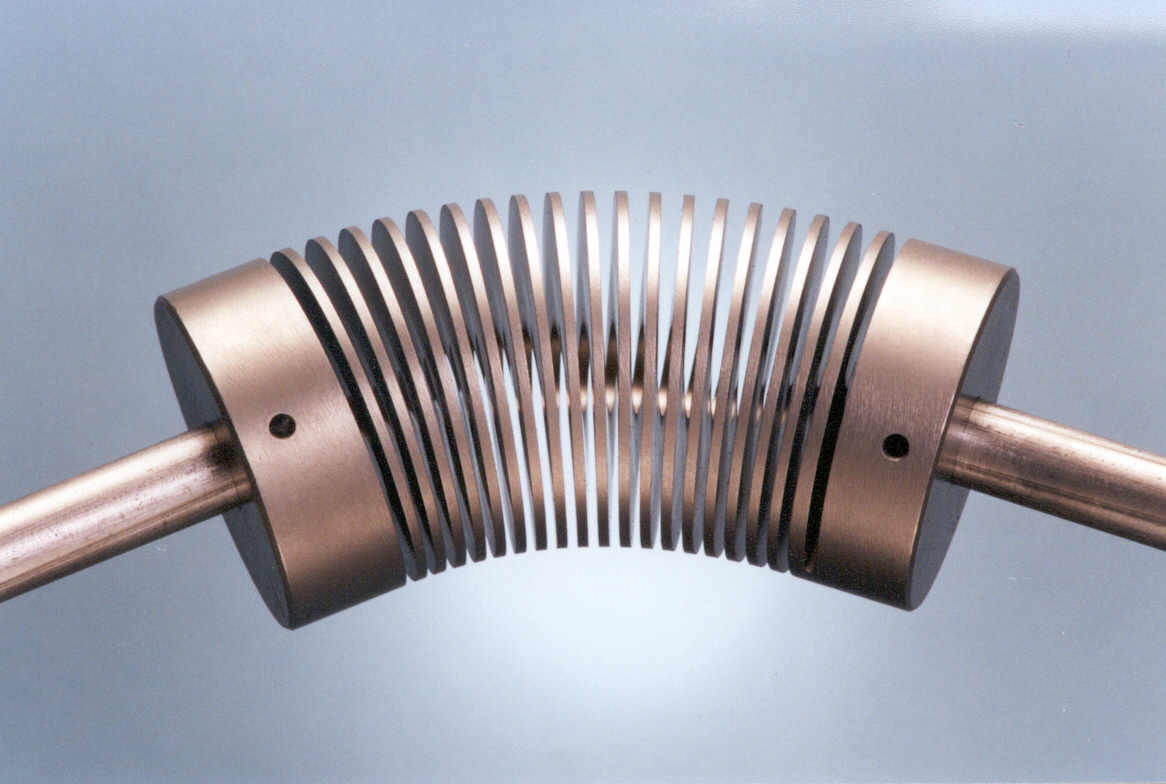
La multiplication du nombre de spires de l'hélice permet de compenser le désalignement ad libitum.

#### Accouplement à soufflet
Les accouplements à soufflet métallique sont des accouplements d’arbre flexibles qui transmettent le couple sans jeu et de manière rigide en torsion par le soufflet métallique en acier non inoxydable à parois minces relié par des différents moyeux. Le soufflet métallique compense le décalage latéral, axial et angulaire de l’arbre, avec de faibles forces de rappel.
- Caractéristiques :
  - compact et absolument sans jeu ;
  - sans usure et sans entretien ;
  - grande sécurité de fonctionnement ;
  - raccordement variable de l’arbre ;
  - compensation des décalages axiaux, latéraux et angulaires des arbres ;
  - faibles forces de rappel ;
  - des vitesses de rotation très élevées sont possibles ;
  - bonne concentricité.

- Domaines d’application sur des servo-axes hautement dynamiques de ;
  - machines-outils ;
  - machines de travail du bois ;
  - machines d'emballage ;
  - installations d’automatisation ;
  - machines d'impression ;
  - machines de travail la tôle ;
  - machines à usiner les dentures d’engrenages, etc.

#### Accouplement par goujon et douille
Cette variante des coupleurs à bride rigides est utilisée pour accoupler deux arbres imparfaitement alignés (formant un léger angle, ou parallèles mais décalés). L’accouplement est assuré par des goujons, recouverts à leur extrémité de capsules en cuir ou en élastomère. Les goujons sont vissés dans l'une des brides mais seulement engagées dans l'autre pour permettre de rattraper le défaut d'alignement. Les capsules en élastomère absorbent les à-coups et les vibrations. On utilise ces accouplements surtout en sortie de moteur.

#### Accouplement à disque

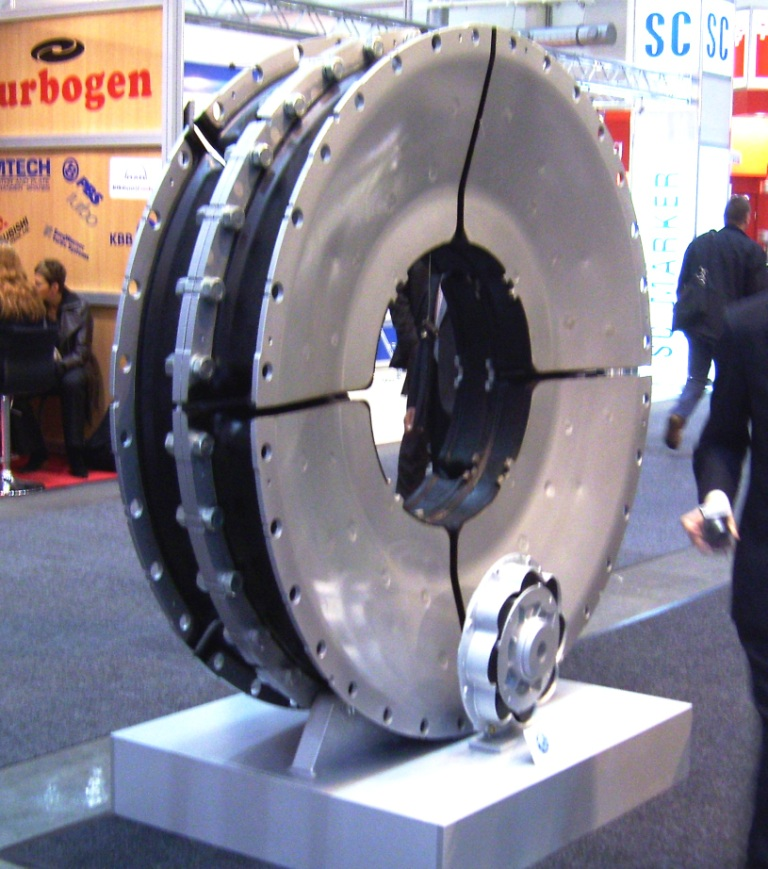
Disques d'un joint Schmidt.

Les accouplements à disque transmettent le couple entre deux arbres par un empilement de minces disques d'acier inox. La déformation distribuée entre ces disques permet de compenser les défauts d'alignement.
L’accouplement à diaphragme transmet le couple par la périphérie d'une couronne flexible à un disque concentrique, par l'intermédiaire d'une bobine ou d'un écarteur. La déformation de ces deux éléments, de l'intérieur vers l'extérieur, permet d'accommoder les défauts de parallélisme.
Le joint Schmidt permet d'accommoder un grand débattement radial entre les deux arbres lorsqu'ils sont en charge. Il consiste en un arrangement de ressorts et de disques (trois disques) tournant en phase, interconnectés en séries par six ressorts ou davantage.

### Mécanismes pour transmission

#### Joint de Cardan
Le joint de Cardan, ou simplement « cardan », ou encore « joint universel » (terminologie plus courante dans la littérature technique anglo-saxonne),  permet de transmettre un mouvement de rotation d'un arbre à un autre lorsqu'ils forment entre eux un angle (inférieur à un angle droit). Dans ce dispositif, les deux arbres sont dotés à leur extrémité d'une fourche ; les deux fourches sont perpendiculaires, et connectées par un croisillon, rotulé aux extrémités de chacune des fourches. 
L'angle formé par les « fourches » du joint de Cardan provoque une différence de vitesse angulaire entre les deux arbres : le cardan présente l'inconvénient de ne pas être homocinétique, c'est-à-dire que la vitesse de rotation transmise n'est pas constante au cours de la rotation lorsque les axes ne sont plus alignés. On peut y remédier en ajoutant un second joint d'angle identique dans la transmission, les deux fourches de l'arbre médian étant alignées dans le cas le plus courant où tous les arbres sont dans le même plan. On passe ainsi de l'arbre d'entrée à l'arbre de sortie par deux demi-angles identiques, les variations angulaires reprises par chacun des cardans étant égales et opposées. 
Les cardans sont gourmands en huile et demandent un entretien régulier.

#### Joint Oldham

Joint oldham animé.

Le joint d'Oldham permet de transmettre de façon homocinétique la rotation d'un premier arbre à un second, parallèle au premier mais dont les axes ne sont pas alignés ; en revanche, les frottements en rotation le destinent à des vitesses de rotation faibles et des décalages d'axes infimes.

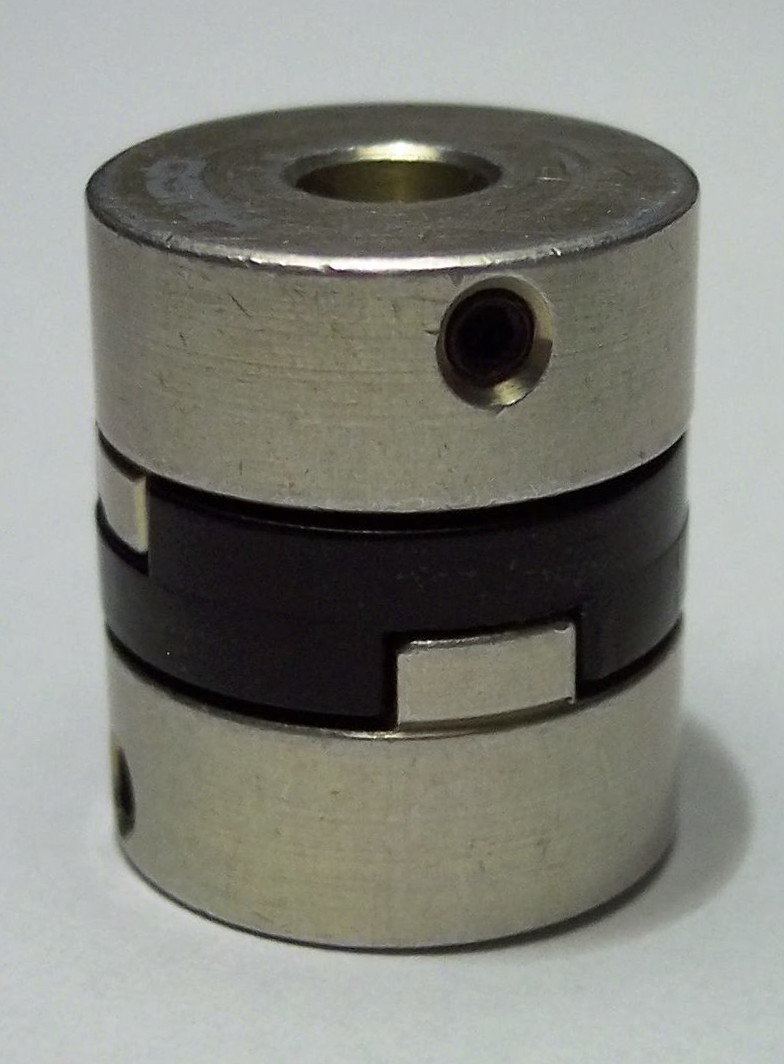
Joint Oldham monté.
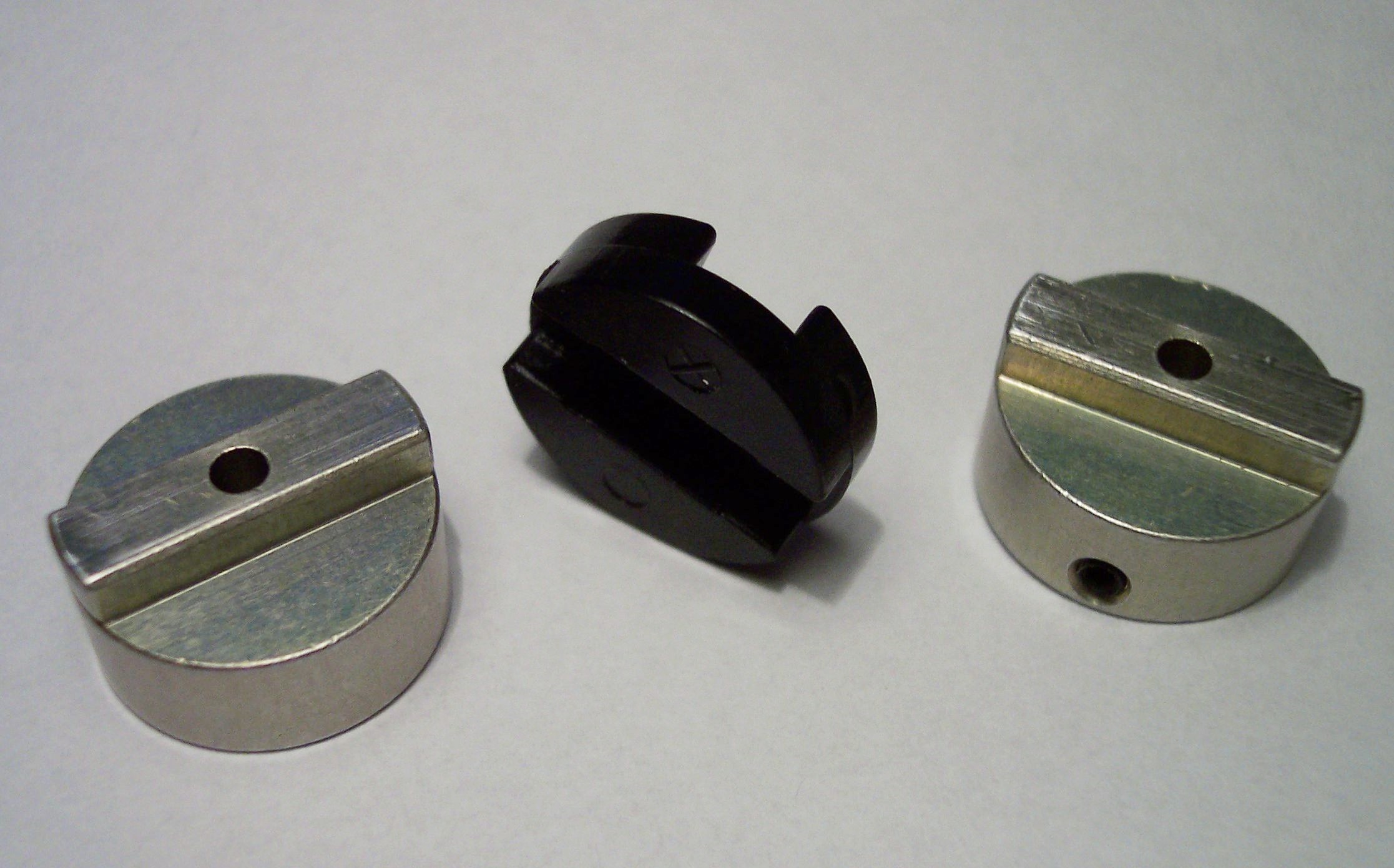
Vue en éclaté d'un joint Oldham.

Le joint d'Oldham est composé de trois disques : deux sont solidaires de chacun des arbres et usinés avec une rainure ; le troisième est libre et placé entre les deux autres. Il comporte une nervure sur chacune de ses faces, qui engrènent dans les nervures des deux premiers disques ; le centre de ce disque décrit une trajectoire circulaire à raison de deux tours pour chaque rotation complète d'un arbre. En introduit fréquemment des ressorts pour rattraper les jeux du mécanisme.
Comparé à un cardan, ce joint est plus compact. Il a été inventé par l'ingénieur irlandais John Oldham vers 1820 pour résoudre un problème lié à l'alignement des bielles de transmission dans les roues à aubes des steamboats.

#### Joints homocinétiques
Il existe différents types de joints homocinétiques : le joint Rzeppa, le joint Tracta, le joint tripode et le joint Thompson Couplings (modèle TCVJ).

### Accouplements flexibles

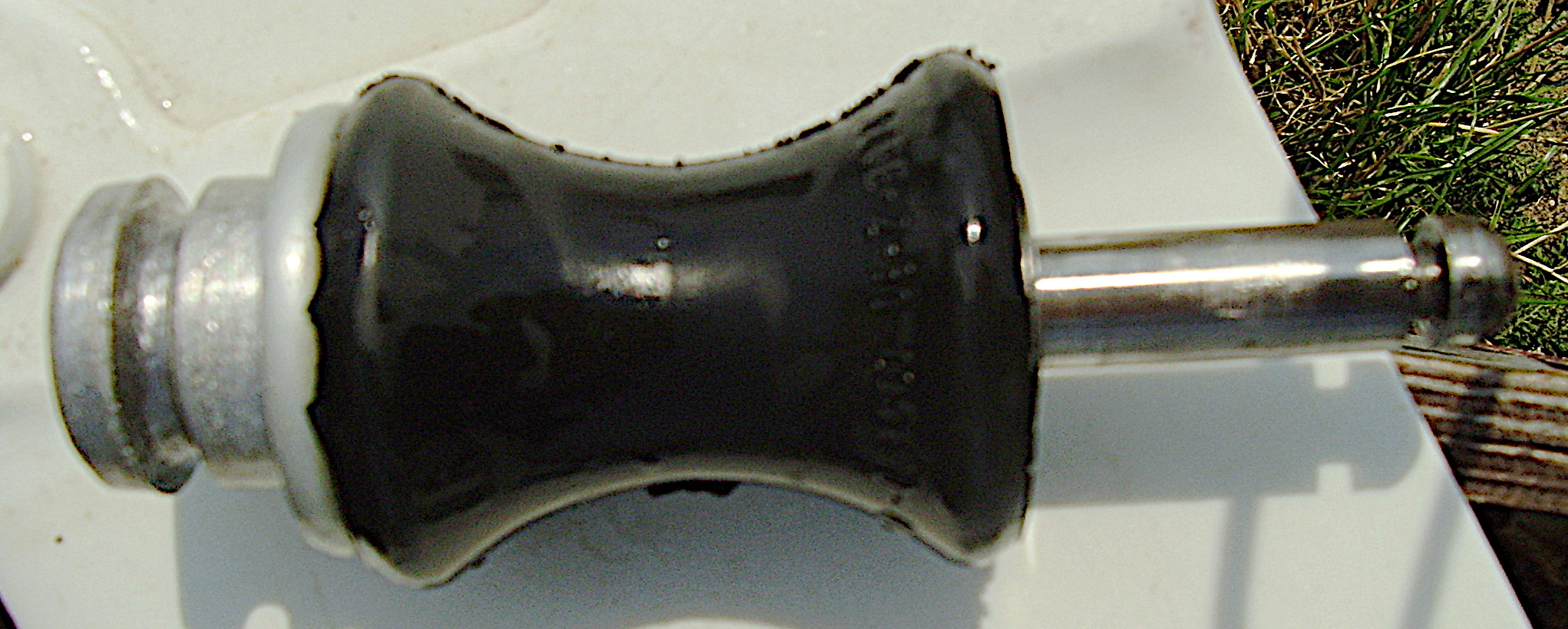
Accouplement élastique pour l'amure de la voile d'une planche.

Ils sont employés pour transmettre un couple entre deux arbres sujets à de légers défauts d'alignement ou de parallélisme, au cours du mouvement, et peuvent accommoder jusqu'à 1°30' d'écart ; mais ils peuvent aussi être utilisés pour amortir les vibrations ou réduire le niveau de bruit. Un tel accouplement est aussi de nature à ménager les appuis des arbres (les roulements) en répartissant l'usure, en accommodant la dilatation thermique des arbres liée à l'échauffement et en atténuant les chocs et à-coups.
Un coupleur élastique transmet un couple par une pièce faite d'un matériau à haute limite élastique. On les utilise par exemple pour arrimer les pièces d'accastillage d'une planche à voile. Ils peuvent être en forme de coussinet ou de diabolo. Dans l'accastillage, le coupleur transmet plutôt la résultante de la dérive, qu'un couple, et communique ainsi une poussée (en partie au corps du sportif, d'ailleurs).

#### Coupleur à mâchoire (ou coupleur Lovejoy)

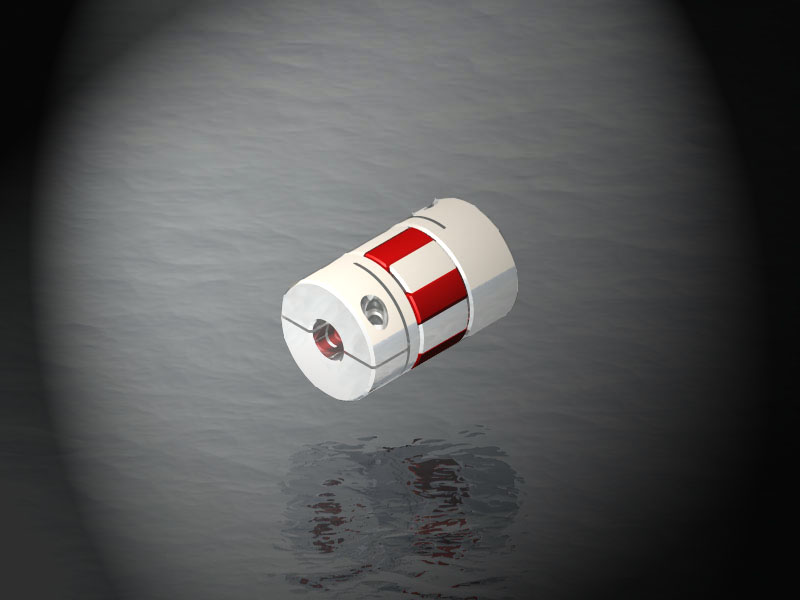
Dessin assisté par ordinateur d'un coupleur à mâchoires

Le coupleur à mâchoires est un composant polyvalent utilisé notamment dans les servomécanismes. Il sert là encore à transmettre un couple entre deux arbres tout en amortissant les vibrations et en rattrapant le défaut de parallélisme. Il comprend trois composants : deux axes métalliques et un insert en élastomère dit « araignée. » Ces trois pièces sont assemblées par des bouchons sertis sur chaque axe et qui se logent dans des lobes ménagés sur l'araignée. Le couple est transmis par les lobes de l'élastomère qui, comprimé dans toutes les directions, transmet intégralement l'effort.

#### Coupleur en élastomère

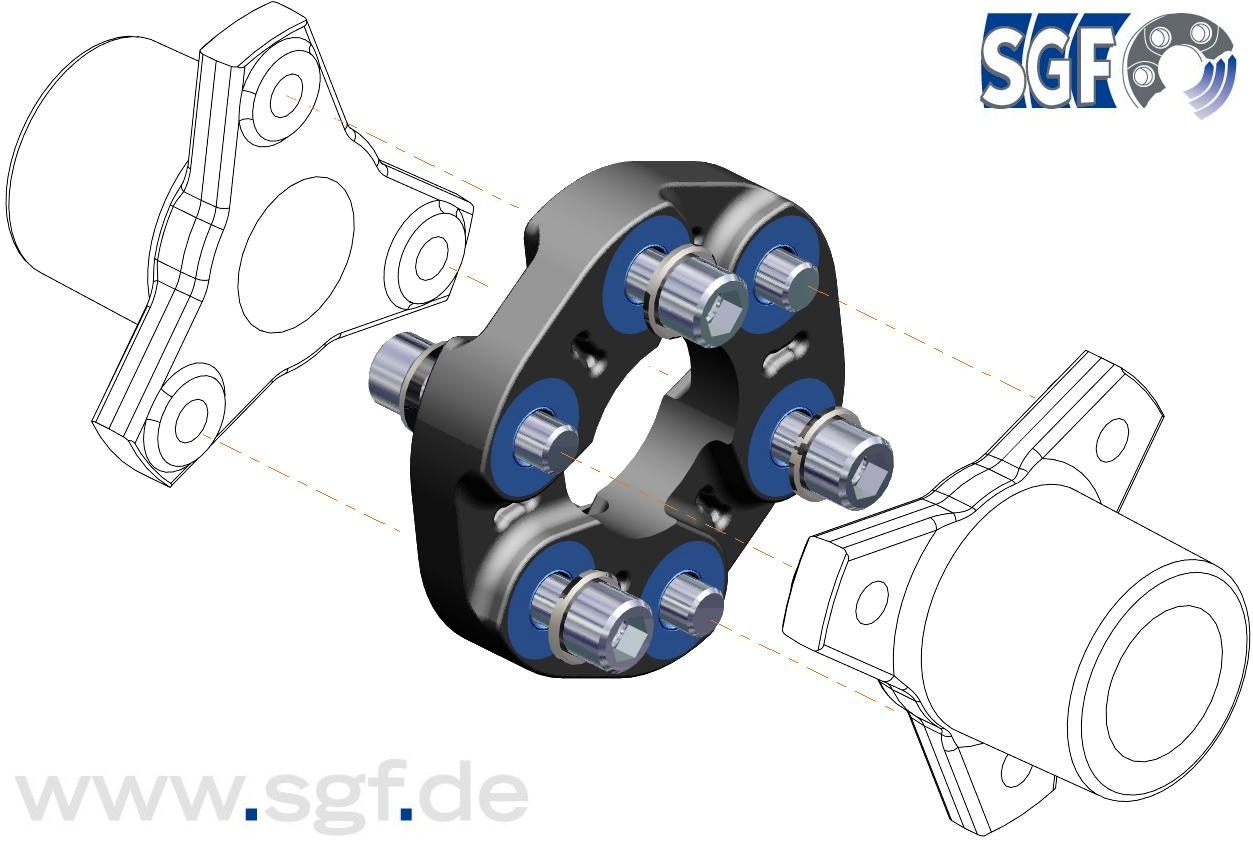
Accouplement élastomérique Hardy. L’araignée au centre absorbe secousses et vibrations.

Les coupleurs en élastomère sont utilisés pour amortir les vibrations. L'amortissement se fait par interposition d'un matériau très déformable entre deux axes : une bague en élastomère, qui se décline en différentes duretés. Pour de faibles vibrations ou des chocs modérés, on utilisera une bague dure (raideur en torsion élevée) ; pour des machines à bruit élevé, une bague à amortissement élevé (donc une faible raideur). Dans certains cas, où l'encombrement est important et les vitesses de rotations élevées, on peut utiliser des bagues armées de fil d'acier. Dans ce cas, le couple exercé sur la fibre interne et l’élastomère exerce une fonction d'amortisseur. Ces coupleurs sont réversibles, car ils ne sont pas précontraints et ne dépendent pas de l'adhérence acier-polymère. Ils sont utilisés pour les véhicules deux-roues, les moteurs de marine et dans les machines-outil.
Les principales qualités d'une telle pièce sont une faible hystérésis et une faible usure. Moyennant un bon équilibrage, il est possible d’atteindre des vitesses de rotation de 30 000 tr/min. L'accouplement rattrape même les défauts de parallélisme. De par le matériau employé, le joint est également  isolant.
Applications :
- servomécanismes ;
- machines-outils ;
- mini pelle hydraulique ;
- chaînes d'emballages, chaînes automatisées en général ;
- imprimerie ;
- robot industriel ;
- circuits en boucle ouverte et détecteurs ;
- liaisons pour système vis-écrou, guidages etc.

#### Accouplement Geislinger

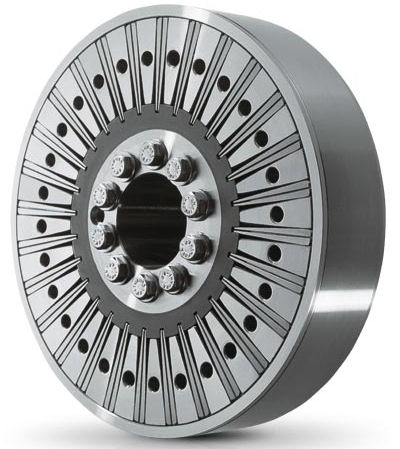
Accouplement Geislinger.

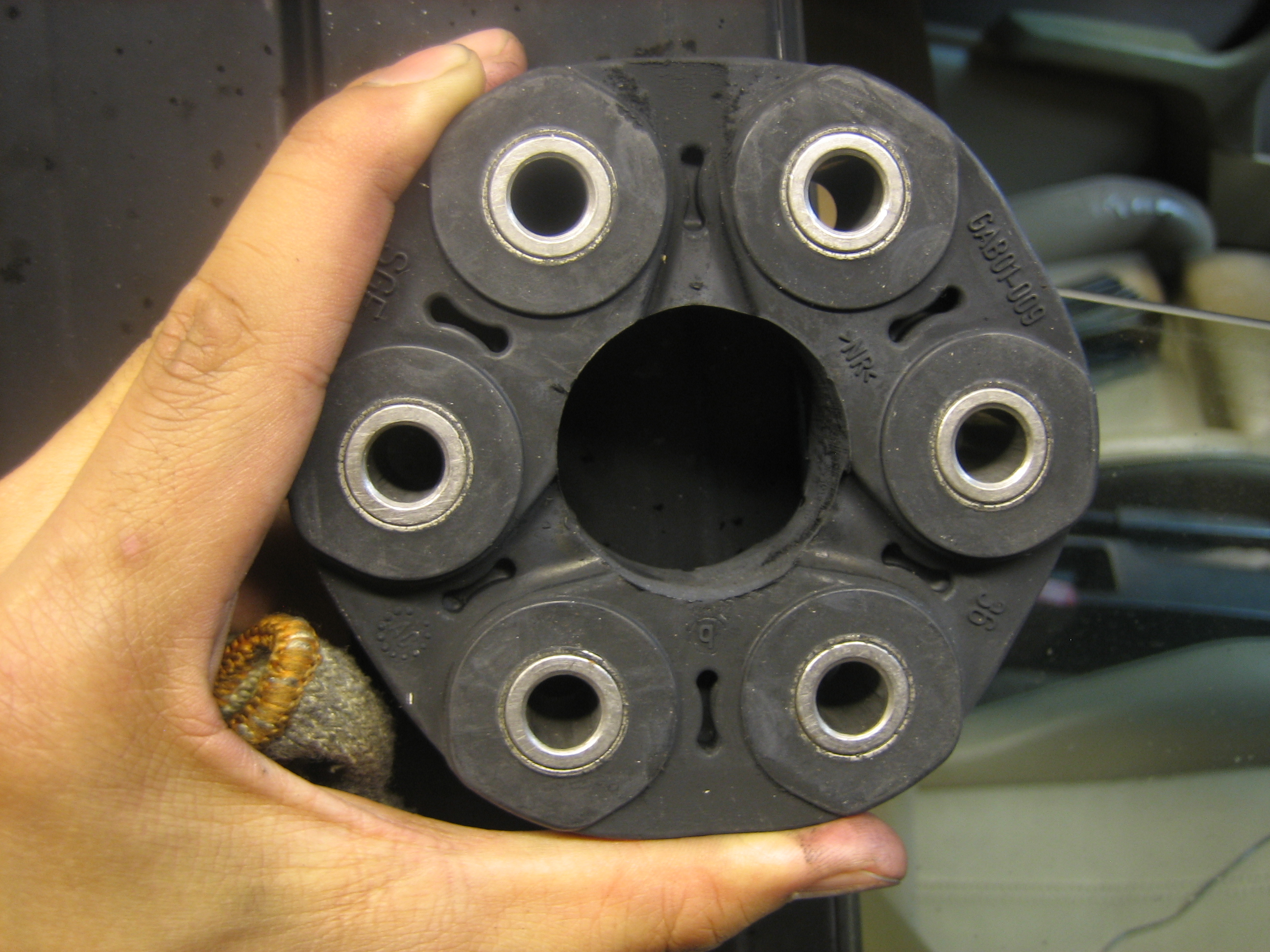
Coupleur élastomérique Giubo

Le coupleur Giubo ou « joint Boschi » est essentiellement constitué de séries ressorts à lames métalliques baignant dans de l'huile. Ce sont ces ressorts plats qui assurent la liaison entre l'arbre primaire (moteur) et l'arbre secondaire. L’élasticité de ses ressorts, combinée à l‘amortissement visqueux par écoulement laminaire de l’huile, coupe les vitesses critiques de résonance et amortit les vibrations de torsion. La lubrification est assurée par l’huile venant du canal principal de l’arbre. Son bon fonctionnement dépend :
- présence effective d’huile dans le secondaire et surtout au niveau des becs de lames ;
- parfait état des lames de ressorts.(Contrôle périodique). Intérêts de l'accouplement Geislinger par rapport aux accouplements caoutchouc :
- encombrement réduit,
- constitution métallique éliminant les inconvénients du vieillissement, de la mauvaise tenue à la température,
- élasticité et amortissement ajustés en fonction des caractéristiques du moteur et machine conduite.

#### Accouplement hydraulique

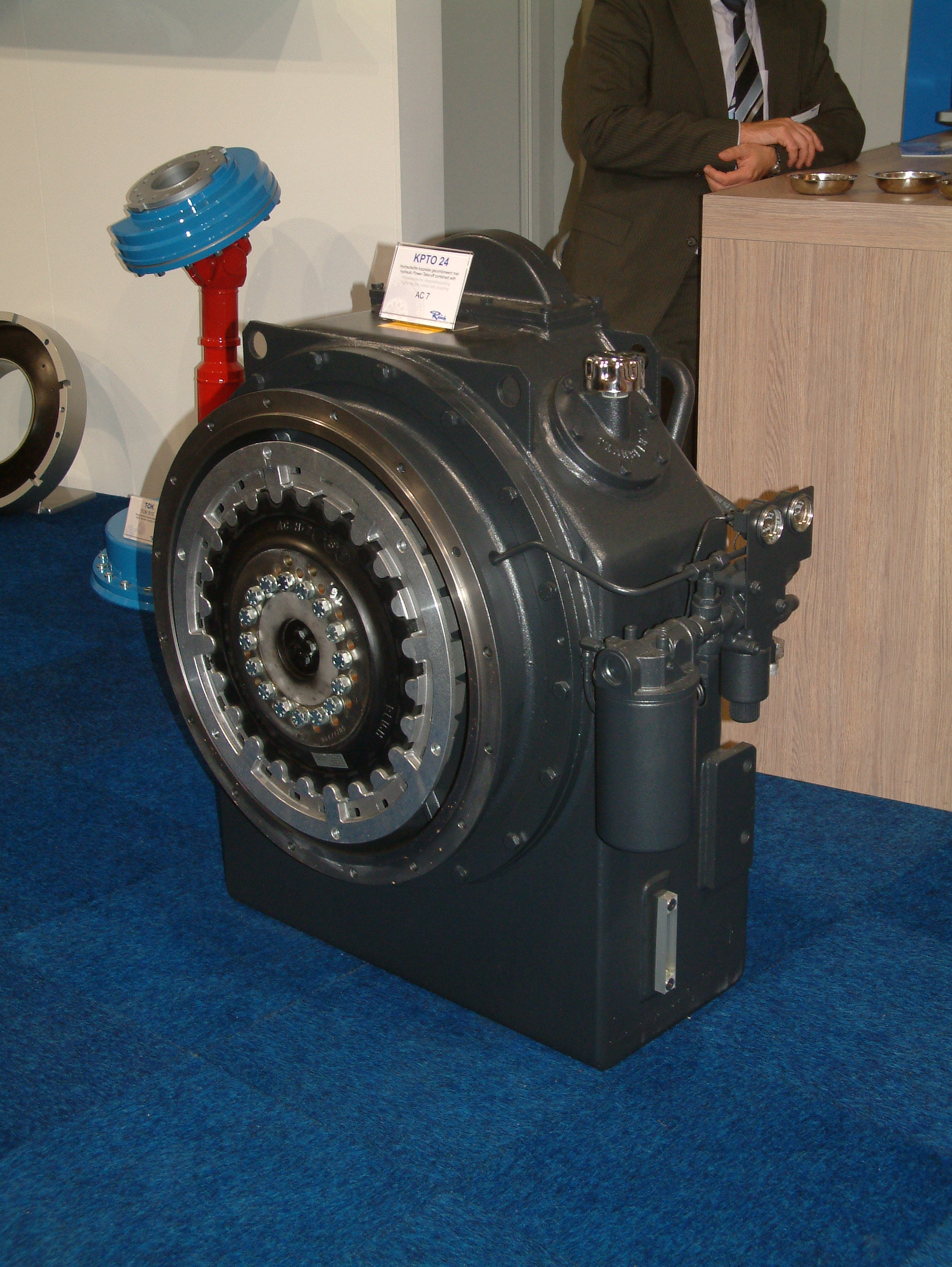
Accouplement hydraulique

Un accouplement fluide comporte, outre le fluide hydraulique, trois composants :
- Le carter[10] (muni de joints d'étanchéité à la naissance des arbres), contient le fluide et les turbines.
- Deux turbines (munies de pales):
  - L'une connectée à l'arbre moteur, appelée « pompe », entraîneur[10]  ou primaire[10] ;
  - l'autre connectée à l'arbre entraîné, appelée turbine, ou secondaire[10].

La turbine motrice, est mise en rotation par un moteur à combustion interne ou un moteur électrique. Cette roue communique au fluide un mouvement tourbillonnaire vers les pales de la turbine secondaire (ou driven torus). Le moindre écart entre la vitesse angulaire de l'« étage d'entrée » et de l'« étage de sortie » développe un couple sur l'arbre secondaire qui l'entraîne en rotation dans la même direction que la pompe.
Le tourbillon fait décrire aux particules de fluide un jet unidirectionnel toroïdal:
- Si la vitesse de rotation de l'arbre d'entrée est supérieure à celle de l'arbre secondaire, le jet permanent décrit des cercles concentriques décalés de l'amont vers l'aval de l’écoulement (et occupant, donc, le volume d'un tore) ;
- si, en revanche, les étages d'entrée et de sortie tournent à la même vitesse, il n'y a plus de force centripète sur les particules d'huile et les particules d'huile décrivent des cercles coplanaires, dont l'axe est celui des deux arbres ; il n'y a plus d'écoulement de fluide d'une turbine vers l'autre.

Une caractéristique importante de l’accouplement fluide est qu'il présente une vitesse de décrochage. On définit cette vitesse de décrochage comme la vitesse maximum de la turbine-pompe lorsque la turbine secondaire est immobile et qu'on imprime le couple maximum. Dans ces conditions, toute la puissance motrice à cette vitesse serait dissipée par échauffement, au risque d'endommager le mécanisme.

#### Accouplement électromagnétique
L'accouplement électromagnétique à poudre, comprenant deux rotors, respectivement sur l’arbre moteur et l’arbre conduit, dont l’un comporte une bobine inductrice ; de la poudre magnétique disposée entre les deux rotors se comporte comme un fluide de viscosité variable en fonction du champ magnétique produit par la bobine. Le couple transmis se règle ainsi par variation de l’intensité du courant d’excitation.

## Exigences d'alignement des arbres
- En vue de la maintenance, le coupleur doit être facile à monter et à démonter.
- Le coupleur doit permettre un certain défaut de parallélisme entre les axes de rotation des arbres.
- Pour limiter les réactions d'axe, le coupleur ne devrait pas déborder du maître couple du plus gros des deux arbres.
- Le but est de minimiser les jeux en rotation, pour maximiser le transfert de puissance et donc le rendement de la chaîne (durabilité de l'accouplement, des roulements et des contacts).
- Il est recommandé de respecter les valeurs-cibles indiquées par le fabricant pour démarrer la machine malgré un défaut de parallélisme, car lorsque la machine sera parvenue à sa température de régime, le parallélisme sera parfait.

## Maintenance et modes de défaillance
La maintenance des accouplements mécanique requiert un planning de révision strict. Il s'agit :
- d'examens visuels,
- de détection de signes d'usure ou de fatigue,
- de nettoyer les coupleurs régulièrement,
- de vérifier et de renouveler régulièrement le lubrifiant le cas échéant. Cette maintenance est faite annuellement pour la plupart des accouplements ;
- de permettre la traçabilité des examens de chaque accouplement avec indication de la date[11].

Cependant, même avec une maintenance convenable, un accouplement peut lâcher :
- Problème à la pose,
- mauvais choix technologique,
- usage hors du domaine de service[11].

La seule façon de prolonger la longévité est d'analyser les causes de défaillance et d'intégrer ce résultat au choix d'un nouveau dispositif. Parmi les signes de défaillance potentielle :
- Bruit anormalement élevé (crissements, vrombissement, à-coups)
- Vibration ou déformation anormale
- Fuite ou contamination du lubrifiant aux durites[11].

## Accouplement intelligent
Dans la vague de l'industrie 4.0, certaines entreprises proposent des accouplement intelligent permettant de mesurer grâce à des capteurs intégré le couple transmis, la vitesse, les accélérations, les vibrations ou les forces axiales. Les données de mesure sont traitées directement à partir de l’accouplement via une puce qui permet de transmettre les informations. Un suivis des données mesurées en temps réel est alors possible. 
Cela permet de suivre, analyser et améliorer le comportement dynamique des chaines de transmission.